# 杨树河水库
杨树河水库是中国湖北省宜昌市当阳市境内的一座水库，位于漳河支流杨树河上，建于1967年。水库正常库容为1320万立方米，集雨面积为29.1平方千米，海拔为113米。